# Kleingebiet Kisbér
Das Kleingebiet Kisbér (ungarisch Kisbéri kistérség) war bis Ende 2012 eine ungarische Verwaltungseinheit (LAU 1) innerhalb des Komitats Komárom-Esztergom in Mitteltransdanubien. Zur Verwaltungsreform Anfang 2013 gingen alle Ortschaften in den nachfolgenden Kreis Kisbér (ungarisch Kisbéri járás) über, der in den gleichen Grenzen des Kleingebiets weiter besteht.
Im Kleingebiet Kisbér lebten Ende 2012 auf einer Fläche von 510,55 km² 20.221 Einwohner. Das Kleingebiet mit der geringsten Einwohnerzahl hatte auch die geringste Bevölkerungsdichte (40 Einwohner je Quadratkilometer) im Komitat. Verwaltungssitz war die einzige Stadt  Kisbér (5.432 Ew.).

## Ortschaften
Die folgenden 17 Ortschaften gehörten zum Kleingebiet Kisbér:
| Ácsteszér         | Aka           | Ászár   | Bakonybánk | Bakonysárkány |
| Bakonyszombathely | Bársonyos     | Császár | Csatka     | Csép          |
| Ete               | Kerékteleki   | Kisbér  | Réde       | Súr           |
| Tárkány           | Vérteskethely |         |            |               |